# Consiliul Regional Tamar
Consiliul Regional Tamar (în ebraică: מועצה אזורית תמר, Mo'atza Ezorit Tamar) este un consiliu regional în Districtul de Sud din Israel, pe malurile de sud și de vest ale Mării Moarte de-a lungul văii Arava.

## Istorie
Consiliul a fost înființat în 1955 și jurisdicția sa acoperă o suprafață de 1650 km 2.
Primul șef de Consiliu a fost Yehuda Almog (Kopelivitch), care a trăit în zonă din 1934. Primarul actual al Consiliului Regional de Tamar este dl Dov Litvinoff.

## Geografie
Consiliului de astăzi cuprinde satele comunale, agricultura, fabrici, locuri turistice, militare și instalații civile. Consiliu Tamar are o populație permanentă de 2.300 locuitori, din care jumătate sunt evrei și locuiesc în 5 comunități și jumătate trăiesc în comunitățile arabe nerecunoscute . Un număr mare de persoane din alte zone sunt angajați atât pe tot parcursul anului cât și sezonier. Potrivit Biroului Central Isrelian de Statistică, populația totală a Consiliului Regional în 2006 a fost de 2300 locuitori.

## Listă de așezări
- Ein Gedi (Kibuț)
- Har Amasa (Kibuț)
- Neot HaKikar (moshav)
- Ein Hatzeva (moshav)
- Ein Tamar (moshav)
- Neve Zohar (capitala Consiliului)

Ir Ovot a fost desființată ca kibuț, la mijlocul anilor 1980, dar un grup de familii fără personalitate juridică trăiesc încă în acel loc.